# Colostygia kitschelti
Colostygia kitschelti là một loài bướm đêm trong họ Geometridae.